# Kyōto Teramachi Sanjō no Holmes
Kyōto Teramachi Sanjō no Holmes (京都寺町三条のホームズ?, Kyōto Teramachi Sanjō no Hōmuzu) è una serie di romanzi gialli scritta da Mai Mochizuki e illustrata da Yamōchishizu, edita da Futabasha da aprile 2015. Un adattamento manga ha iniziato la pubblicazione a puntate su Monthly Action a ottobre 2017, mentre un adattamento anime, prodotto da Seven, è stato trasmesso in Giappone a luglio 2018.

## Personaggi
Aoi Mashiro (真城 葵?, Mashiro Aoi)
Doppiata da: Miyu Tomita
Kiyotaka Yagashira (家頭 清貴?, Yagashira Kiyotaka)
Doppiato da: Kaito Ishikawa
Akihito Kajiwara (梶原 秋人?, Kajiwara Akihito)
Enshō (円生?)
Seiji Yagashira (家頭 誠司?, Yagashira Seiji)
Takeshi Yagashira (家頭 武史?, Yagashira Takeshi)
Yoshie Takiyama (滝山 好江?, Takiyama Yoshie)
Rikyū Takiyama (滝山 利休?, Takiyama Rikyū)

## Media

### Romanzi
La serie di romanzi è stata scritta da Mai Mochizuki con le illustrazioni di Yamōchishizu. Il primo volume è stato pubblicato da Futabasha il 16 aprile 2015 e al 15 marzo 2018 ne sono stati messi in vendita in tutto nove.

### Manga
Un adattamento manga di Ichiha Akizuki ha iniziato la serializzazione sulla rivista Monthly Action di Futabasha il 25 ottobre 2017. Un volume tankōbon è stato pubblicato il 12 marzo 2018.

### Anime
Annunciato il 12 marzo 2018 sul primo volume del manga, un adattamento anime, prodotto da Seven e diretto da Noriyoshi Sasaki, inizierà la messa in onda a luglio 2018.
| Nº | Titolo italiano Giapponese 「Kanji」 - Rōmaji                                                                     | In onda           | In onda |
| Nº | Titolo italiano Giapponese 「Kanji」 - Rōmaji                                                                     | Giapponese        |         |
| 1  | Holmes e il Maestro Zen Hakuin 「ホームズと白隠禅師」 - Hōmuzu to Hakuin zenji                                    | 9 luglio 2018     |         |
| 2  | Nei Giorni di Aoi 「葵の頃に」 - Aoi no koro ni                                                                   | 16 luglio 2018    |         |
| 3  | Il Caso dell’Eredità della Proprietà sul M.te Kurama 「鞍馬山荘遺品事件簿」 - Kurama sansō ihin jiken-bo          | 23 luglio 2018    |         |
| 4  | Dopo la Sagra 「祭りのあとに」 - Matsuri no ato ni                                                                | 30 luglio 2018    |         |
| 5  | Il Drago Perduto 「失われた龍」 - Ushinawareta ryū                                                                | 6 agosto 2018     |         |
| 6  | La Filosofia del Connoisseur 「目利きの哲学」 - Mekiki no Tetsugaku                                               | 13 agosto 2018    |         |
| 7  | Perdizione e Illuminazione 「迷いと悟りと」 - Mayoi to Satori to                                                  | 20 agosto 2018    |         |
| 8  | Lacrime alla Vigilia di Natale e un Alibi Smontato 「聖夜の涙とアリバイ崩し」 - Seiya no Namida to Aribai kuzushi | 27 agosto 2018    |         |
| 9  | Il Suono della Campana di Gion 「祇園に響く鐘の音は」 - Gion ni hibiku Kane no Oto wa                             | 3 settembre 2018  |         |
| 10 | Il Sorriso della Bambola di Bisquit 「ビスクドールの笑顔」 - Bisuku Dōru no Egao                                  | 10 settembre 2018 |         |
| 11 | Party di San Valentino 「バレンタインの夜会」 - Barentain no Yakai                                                | 17 settembre 2018 |         |
| 12 | Requisiti di un Erede 「後継者の条件」 - kōkei-sha no jōken                                                       | 24 settembre 2018 |         |